# Matjachlistsqali
Matjachlistsqali (georgiska: მაჭახელისწყალი), eller Maçahel Suyu (turkiska), är ett vattendrag i västra Georgien och nordöstra Turkiet. Det mynnar som högerbiflod i Çoruh (Tjorochi).